# Kozi Wierch
Kozi Wierch (în germană Gämsenberg, în slovacă Kozí vrch, în maghiară Zerge-hegy, denumit anterior și Czarne Ściany) este un munte din masivul Tatra Mare cu o înălțime de 2291 metri deasupra nivelului mării care este situat în Polonia. Este cel mai înalt munte situat în întregime pe teritoriul polonez. Traseul de înaltă altitudine Orla Perć (Calea Vulturului), considerat a fi cel mai dificil traseu de drumeții din Munții Tatra și din toată Polonia, trece prin vârful său.

## Localizare și împrejurimi
Sub vârf se găsesc două văi, Dolina Kozia la vest și Dolina Pusta la est.
Kozi Wierch este separat de vârful Zamarła Turnia (2179 m) de trecătoarea Kozia Przełęcz, iar de Czarne Ściany (2243 m) de pasul montan Przełączka nad Dolinką Buczynową. 

## Etimologie
Denumirea poloneză și cea germană derivă din caprele care pășunează pe versanți. Numele Czarne Ściany (în germană: Schwarze Wände, cu sensul de Ziduri Negre) a fost, de asemenea, folosit, cu referire la pantele abrupte de granit. Un alt munte din apropiere poartă în prezent acest nume.

## Floră și faună
În ciuda înălțimii sale, Kozi Wierch are o floră și o faună diversă. Printre plantele rare găsite pe Kozi Wierch se numără rogozul robust Carex bigelowii, Carex lachenalii și Cerastium uniflorum.

## Primele ascensiuni
Primele ascensiuni documentate ale muntelui au fost:
Vara - Eugeniusz Janota și Maciej Sieczka - la 17 august 1867.
Iarna – Mariusza Zaruskiego și Józefa Borkowski - la 3 aprilie 1907.
Cu toate acestea, vârful a fost cu siguranță urcat de mineri și ciobani încă din secolul al XVII-lea.

Panoramă la 360° a vârfului Kozi Wierch (cu explicații)

## Turism
Kozi Wierch este un vârf popular pentru alpiniști. Stâncile sale înalte de 250 de metri au numeroase trasee de alpinism.
Drumeții care îndrăznesc să urce pe traseul Orla Perć (marcat cu roșu) trebuie să treacă peste vârf, care este cel mai înalt punct al traseului. Vârful poate fi atins și din valea Dolina Pięciu Stawów Polskich (Valea celor Cinci Lacuri) pe un traseu de drumeții provocator.
Un alt traseu de drumeții, marcat cu negru, este cel de la lacul montan Wielki Staw Polski din valea Dolina Pięciu Stawów Polskich până în vârf. Cabana Schronisko PTTK w Dolinie Pięciu Stawów Polskich este un punct de plecare potrivit pentru urcarea pe traseul înalt.
Urcările de iarnă pe alte trasee (inclusiv Orla Perć) sunt expediții serioase de alpinism.